# Distretto di Yuexiu
Il distretto di Yuexiu (越秀区S, Yuèxiù QūP) è un distretto della Cina, situato nella provincia del Guangdong e amministrato dalla città di Canton.